# Lazarillo de Tormes (Goya)
Pour l’article homonyme, voir Lazarillo de Tormes (homonymie).
Lazarillo de Tormes (v. 1808-1812) est une huile sur toile de Francisco de Goya.

## Contexte
Durant la guerre d’indépendance espagnole, le peintre ne reçut plus de commandes et laissa libre cours à son imagination. Il peignit pour son propre compte, notamment des natures mortes, mais également cette toile sur le Lazarillo de Tormes.
Le peintre représente ici l’une des scènes les plus populaires et représentatives de cette œuvre picaresque qui compte les aventures d’un vieil aveugle miséreux et d’un gamin qui redoublent de fourberie chacun l’un envers l’autre. Dans cette scène, Lazare substitue une saucisse par un navet, ce que l’aveugle découvre avec son odorat.

## Analyse
Goya représente Lazare maintenu assis sur les genoux de l’aveugle. Ce dernier enfonce ses doigts dans la bouche du gamin.
Le style du peintre a déjà évolué radicalement et se rapproche des peintures noires qu’il peignit au sortir de cette guerre d’indépendance. Les noirs et ocres dominent, les figures se font plus caricaturales. Le feu à droite n’éclaire pas les personnages qui reçoivent de la lumière de face, mais il projette étrangement les ombres à gauche, créant une sensation de lumière surnaturelle que l’on retrouve dans les peintures noires.